# Jean-Claude Lagniez

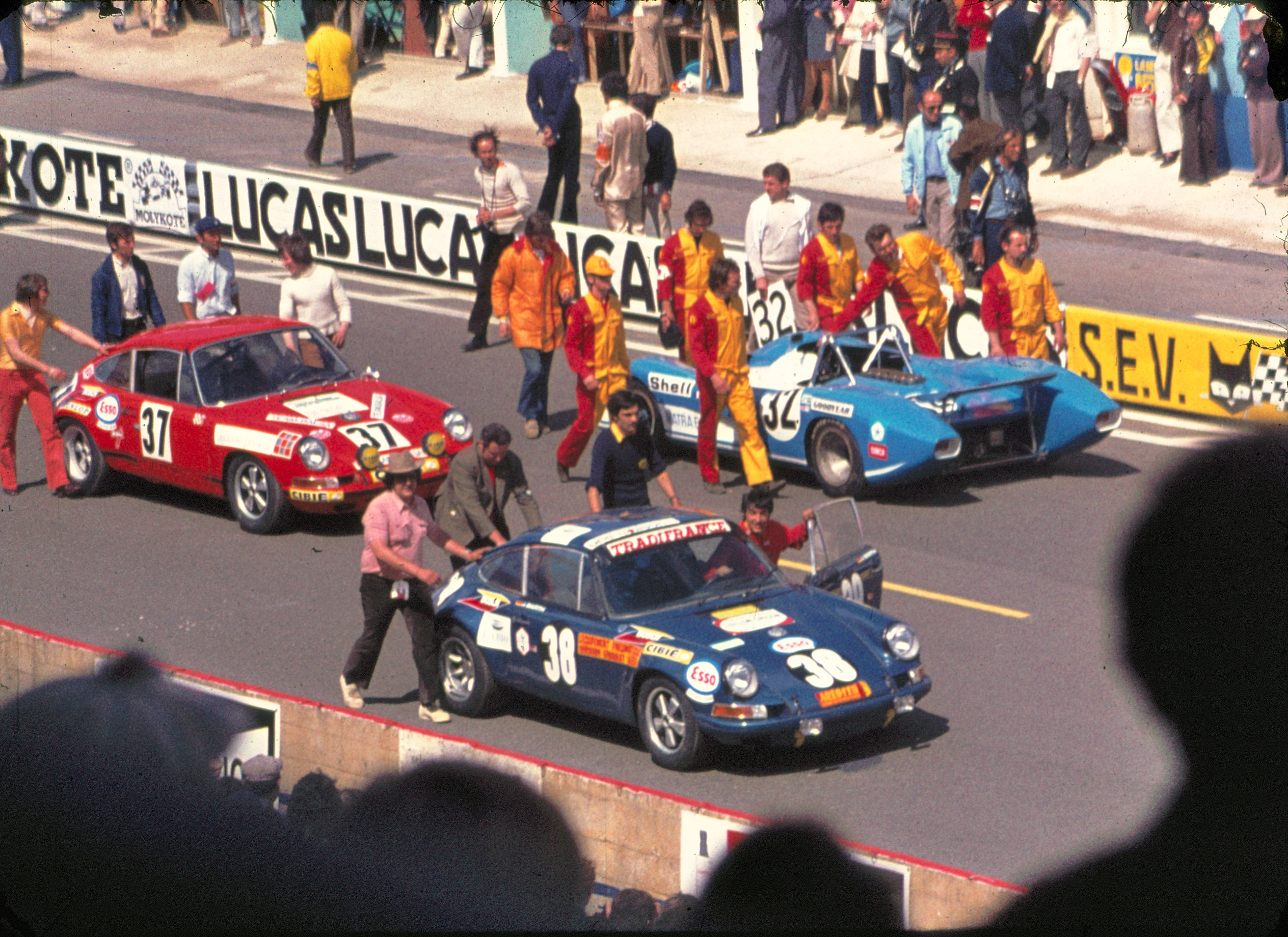
Der Porsche 911S (Startnummer 37) von Pierre Mauroy und Jean-Claude Lagniez vor dem Start zum 24-Stunden-Rennen von Le Mans 1971

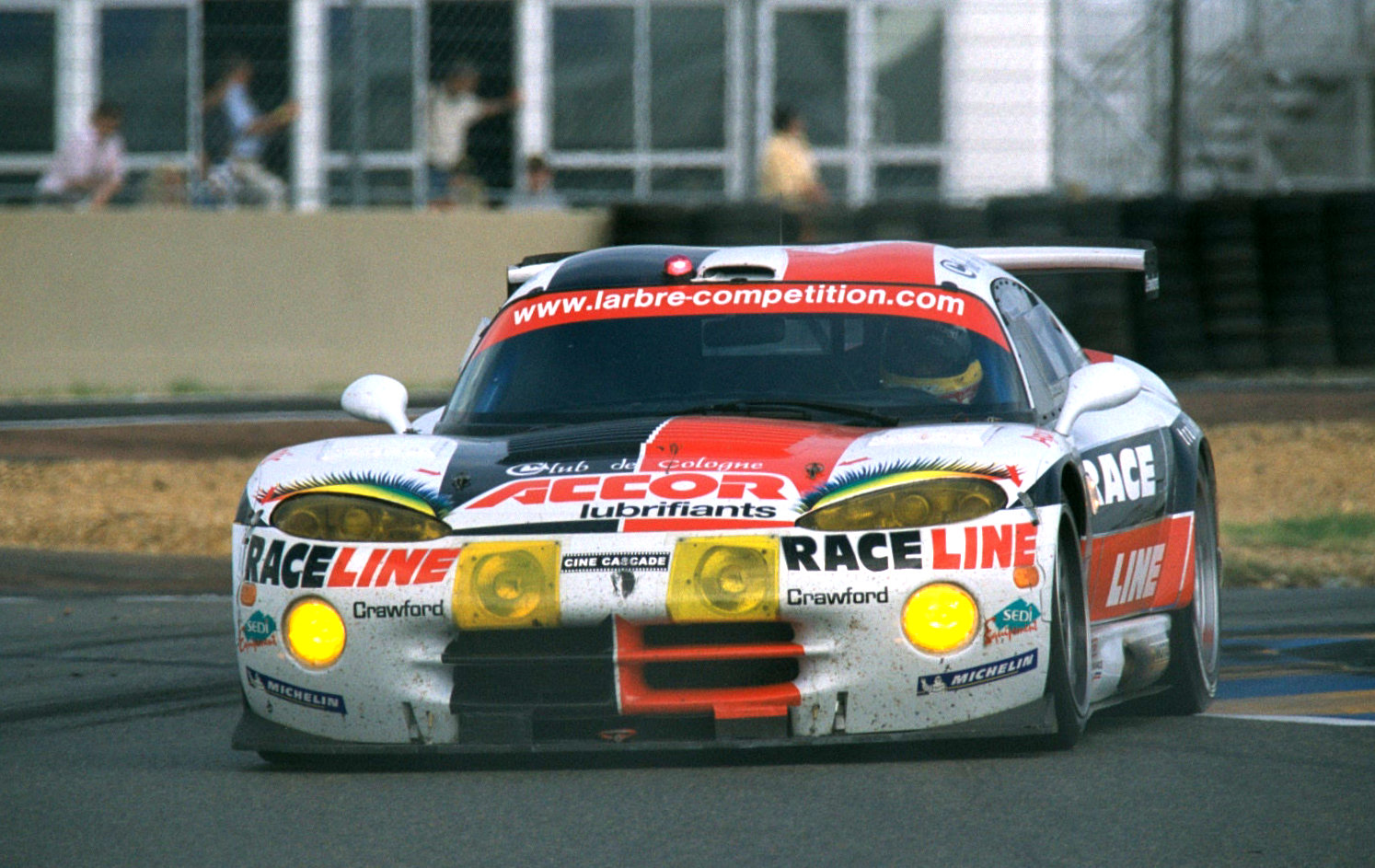
Der von Jean-Claude Lagniez beim 24-Stunden-Rennen von Le Mans 2002 gefahrene Chrysler Viper GTS-R

Jean-Claude Lagniez (* 12. September 1947 in Paris) ist ein französischer Stuntman und Schauspieler sowie ehemaliger Autorennfahrer und Rennstallbesitzer.

## Stuntman
Lagniez wirkt seit den 1980er Jahren in über 2000 Filmen und TV-Serien wie beispielsweise in Die Bourne Identität, Mission: Impossible – Fallout, Ronin, Killer Elite oder James Bond 007 – Im Angesicht des Todes als Stuntman für Stunts mit Kraftfahrzeugen und seit den 2000er Jahren als Stunt Koordinator. Er war unter anderem Double von Roger Moore oder Gérard Depardieu. Neben Stunts und als Double wirkte er auch in einigen Filmen als Schauspieler in Nebenrollen mit. Für den französischen Regisseur Olivier Marchal ist Lagniez ein Darsteller der alten Schule und Regisseur Frédéric Schœndœrffer bezeichnete ihn als diskrete Koryphäe.

## Motorsport
Lagniez begann seine Karriere im Motorsport Ende der 1960er-Jahre und gab 1970, mit knapp 23 Jahren, sein Debüt beim 24-Stunden-Rennen von Le Mans. Bis 1975 war er sechsmal in Folge an der Sarthe am Start. Die beste Platzierung war der 14. Gesamtrang 1974. Nach seinem letzten Le-Mans-Start 1975 verschwand der Name Lagniez für 2 ½ Jahrzehnte von den  Startlisten des  Motorsports, mit einer Ausnahme: 1983 bestritt er eine Saison in der französischen Tourenwagenmeisterschaft. Dreizehn Jahre später kehrte er als Rennfahrer und Teamchef zum Sportwagensport zurück.
1997 gab er ein Comeback in Le Mans und wurde mit einem Porsche 911 GT2 der Schweizer Haberthur-Mannschaft Neunter in der Gesamtwertung, seine beste Platzierung bei diesem Langstreckenrennen, an dem er sich bis 2002 als Fahrer beteiligte.  1999 wurde er Gesamtzweiter in der französischen Tourenwagenmeisterschaft und seit 2009 ist er sowohl als Fahrer als auch als Teamchef in der International GT Open engagiert.

## Statistik

### Le-Mans-Ergebnisse
| Jahr | Team                 | Fahrzeug                | Teamkollege         | Teamkollege    | Teamkollege      | Platzierung            | Ausfallgrund     |
| ---- | -------------------- | ----------------------- | ------------------- | -------------- | ---------------- | ---------------------- | ---------------- |
| 1970 | Raymond Touroul      | Porsche 911S            | Claude Swietlik     |                |                  | Nicht klassiert        |                  |
| 1971 | Pierre Mauroy        | Porsche 911S            | Pierre Mauroy       |                |                  | Ausfall                | Getriebeschaden  |
| 1972 | Jean Egreteaud       | Porsche 908/2           | Raymond Touroul     |                |                  | Ausfall                | kein Benzin      |
| 1973 | Jean Égreteaud       | Porsche 911 Carrera RSR | Jean Égreteaud      |                |                  | Ausfall                | Kraftübertragung |
| 1974 | Jean-Claude Lagniez  | Porsche 911 Carrera RSR | Gérard Méo          |                |                  | Rang 14                |                  |
| 1975 | Christian Poirot     | Porsche 908/2           | Christian Poirot    | Gérard Cuynet  | Guillermo Ortega | Ausfall                | Antriebswelle    |
| 1997 | Elf Haberthur Racing | Porsche 911 GT2         | Michel Neugarten    | Guy Martinolle |                  | Rang 9 und Klassensieg |                  |
| 1998 | Elf Haberthur Racing | Porsche 911 GT2         | Michel Neugarten    | David Smadja   |                  | Ausfall                | Kraftübertragung |
| 1999 | Paul Belmondo Racing | Chrysler Viper GTS-R    | Emmanuel Clérico    | Guy Martinolle |                  | Rang 16                |                  |
| 2000 | Paul Belmondo Racing | Chrysler Viper GTS-R    | Boris Derichebourg  | Guy Martinolle |                  | Ausfall                | Motorschaden     |
| 2001 | Paul Belmondo Racing | Chrysler Viper GTS-R    | Grégoire de Galzain | Anthony Kumpen |                  | Ausfall                | Unfall           |
| 2002 | Larbre Compétition   | Chrysler Viper GTS-R    | Jean-Luc Chéreau    | Carl Rosenblad |                  | Rang 25                |                  |